# Ochyrotica breviapex
Ochyrotica breviapex là một loài bướm đêm thuộc họ Pterophoridae. Nó được tìm thấy ở Indonesia, Papua New Guinea, Guadalcanal, Misamis và Mindanao.